# Chamosita
La chamosita és un mineral de la classe dels silicats (fil·losilicats) que rep el seu nom de la localitat de Chamoson (Suïssa). A dins dels fil·losilicats, pertant al grup de la clorita. Pierre Berthier li va donar nom l'any 1820 per la seva localitat tipus, Haut de Cry, a prop de Chamoson, Valais, Suïssa.

## Característiques
La chamosita cristal·litza en el sistema monoclínic. És l'anàleg amb ferro (II) del clinoclor. Tots dos són els extrems d'una sèrie de solució sòlida en la qual es va substituint el magnesi per ferro. Un politip per a la chamosita és l'ortochamosita, que cristal·litza en sistema ortoròmbic. A més dels elements que componen la seva fórmula ((Fe2+,Mg)₅Al(AlSi₃O10)(OH)₈), sol tenir com a impureses donant diferents tonalitats les següents elements: manganès, calci, sodi i potassi.
Segons la classificació de Nickel-Strunz, la chamosita pertany a «09.EC - Fil·losilicats amb plans de mica, compostos per xarxes tetraèdriques i octaèdriques» juntament amb els següents minerals: minnesotaïta, talc, willemseïta, ferripirofil·lita, pirofil·lita, boromoscovita, celadonita, chernykhita, montdorita, moscovita, nanpingita, paragonita, roscoelita, tobelita, aluminoceladonita, cromofil·lita, ferroaluminoceladonita, ferroceladonita, cromoceladonita, tainiolita, ganterita, annita, ephesita, hendricksita, masutomilita, norrishita, flogopita, polilithionita, preiswerkita, siderofil·lita, tetraferriflogopita, fluorotetraferriflogopita, wonesita, eastonita, tetraferriannita, trilithionita, fluorannita, shirokshinita, shirozulita, sokolovaïta, aspidolita, fluoroflogopita, suhailita, yangzhumingita, orlovita, oxiflogopita, brammal·lita, margarita, anandita, bityita, clintonita, kinoshitalita, ferrokinoshitalita, oxikinoshitalita, fluorokinoshitalita, beidel·lita, kurumsakita, montmoril·lonita, nontronita, volkonskoïta, yakhontovita, hectorita, saponita, sauconita, spadaïta, stevensita, swinefordita, zincsilita, ferrosaponita, vermiculita, bileyclor, clinoclor, cookeïta, franklinfurnaceïta, gonyerita, nimita, ortochamosita, pennantita, sudoïita, donbassita, glagolevita, borocookeïta, aliettita, corrensita, dozyita, hidrobiotita, karpinskita, kulkeïta, lunijianlaïta, rectorita, saliotita, tosudita, brinrobertsita, macaulayita, burckhardtita, ferrisurita, surita, niksergievita i kegelita.

## Formació i jaciments
La chamosita és un mineral relativament rar a la natura. S'ha trobat en jaciments de minerals de ferro que han estat sotmesos a metamorfisme. Als territoris de parla catalana ha estat descrita a la mina «Iris 18» d'Escornalbou, a Riudecanyes (Baix Camp, Tarragona), a Sant Feliu de Buixalleu (Selva, Girona), a la pedrera Los Arenales (Toràs, Castelló) i a la Sèrra de Horno, una serra situada al municipi de Vielha e Mijaran (Vall d'Aran).

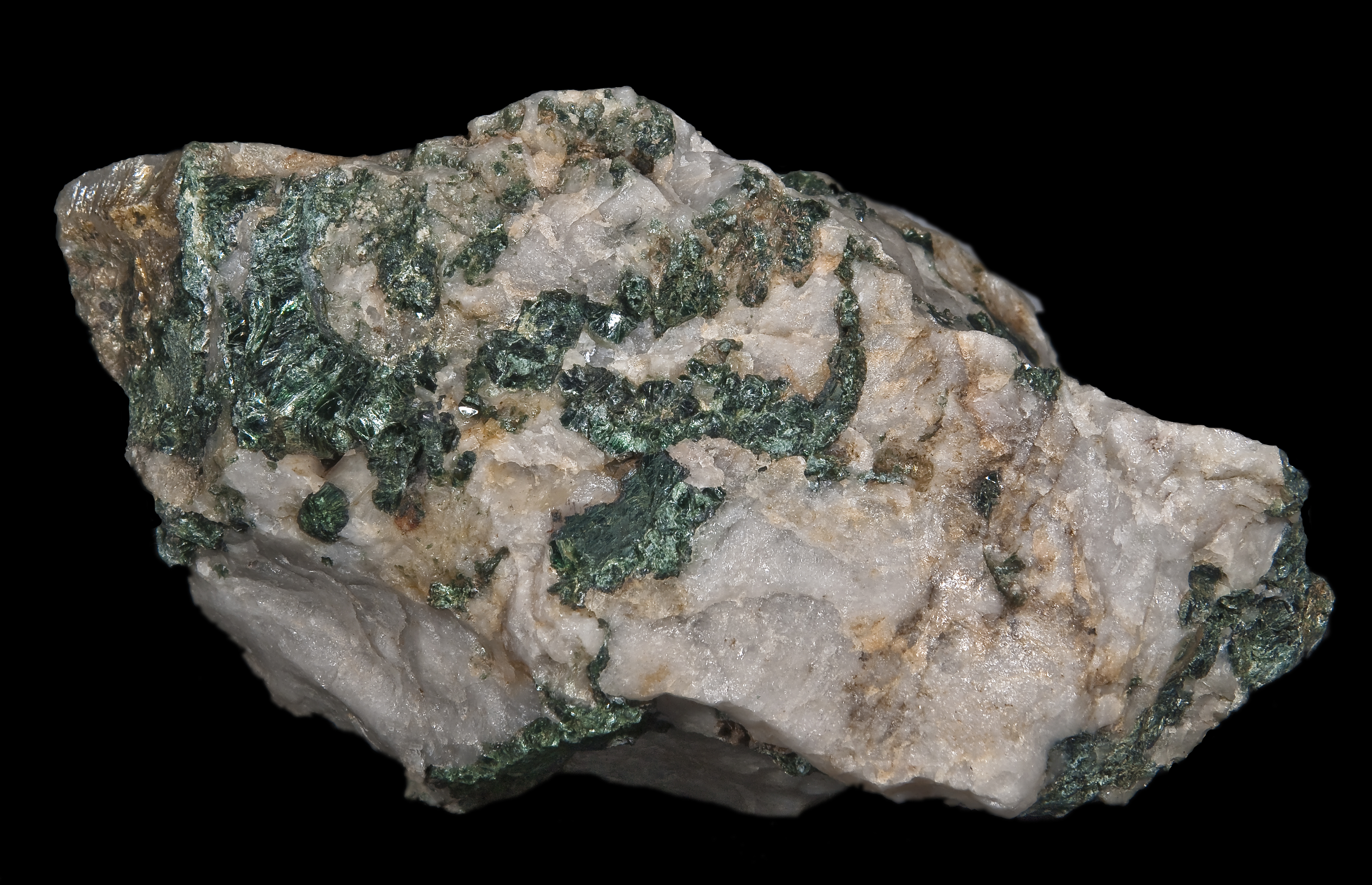
Thuringita (verd), varietat fèrrica de la chamosita

## Varietats
Totes les varietats de la chamosita també pertanyen al grup de la clorita:
- Bavalita, una varietat de la chamosita amb fórmula (Fe,Mg,Al)₆(Si,Al)₄O10(OH)₈, trobada originàriament a Brittany, França.[5]
- Corundofil·lita, una varietat que rep el nom degut a la seva associació amb el corindó.[6]
- Daphnita, una varietat que conté manganès, reportada originàriament a Penzance, Anglaterra.[7]
- Pseudothuringita, una varietat de chamosita que conté alumini.[8]
- Thuringita, una varietat de chamosita que conté ferro, trobada per primera vegada a Thuringia, Alemanya, d'on rep el seu nom.[9]